# Pinus merkusii
Pinus merkusii är en tallväxtart som beskrevs av Franz Wilhelm Junghuhn och De Vriese. Pinus merkusii ingår i släktet tallar, och familjen tallväxter. IUCN kategoriserar arten globalt som sårbar. Inga underarter finns listade i Catalogue of Life.

## Bildgalleri

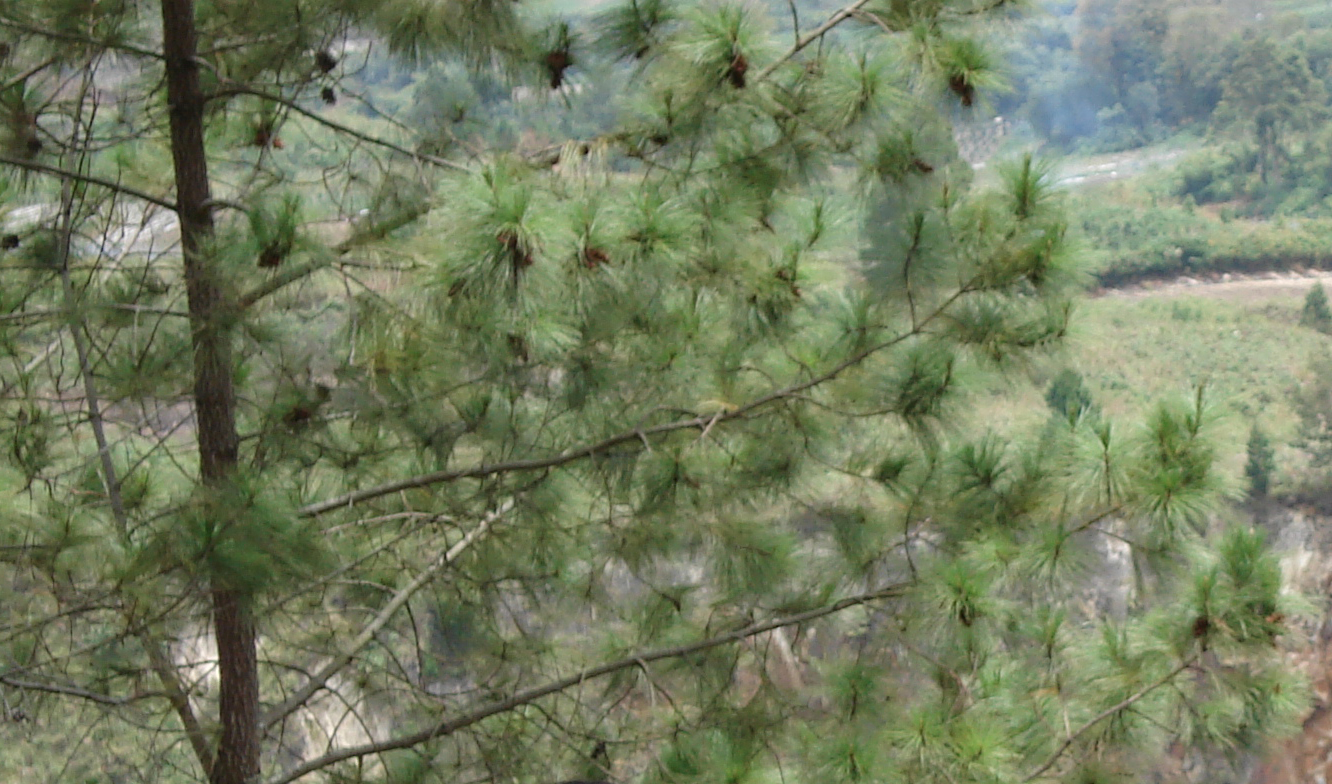
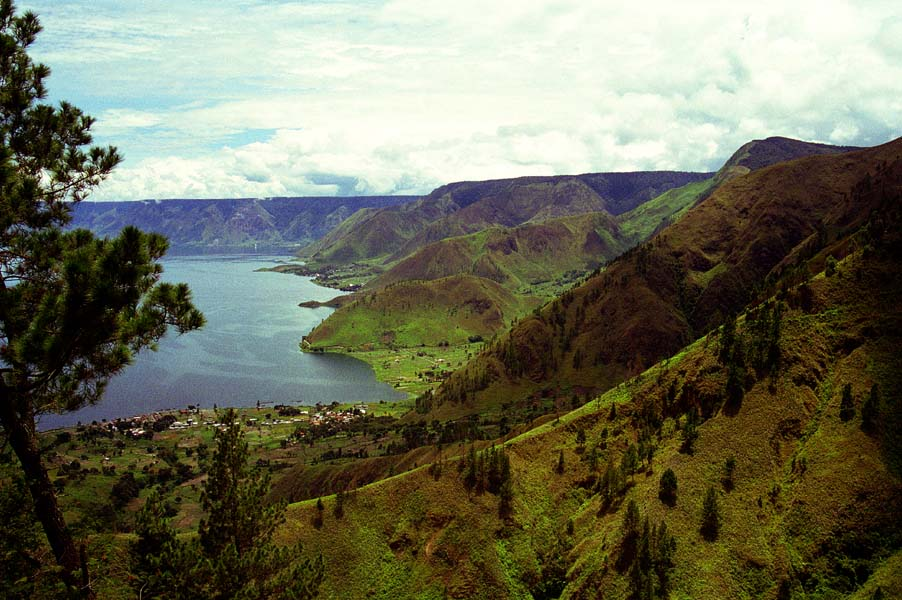
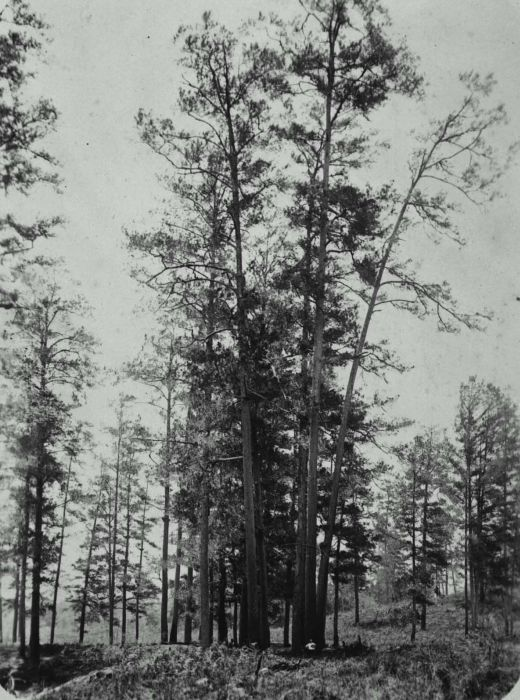
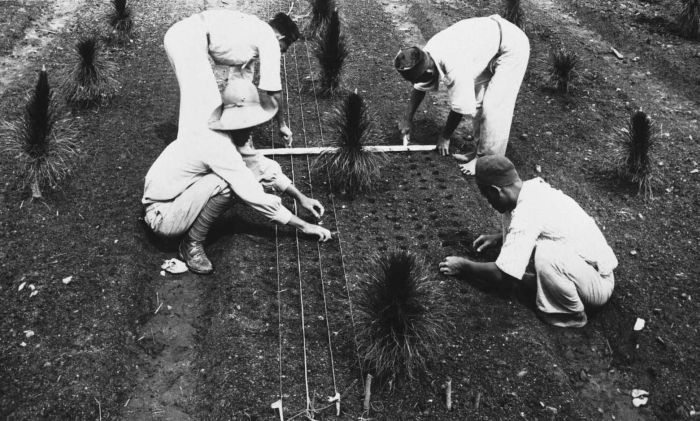
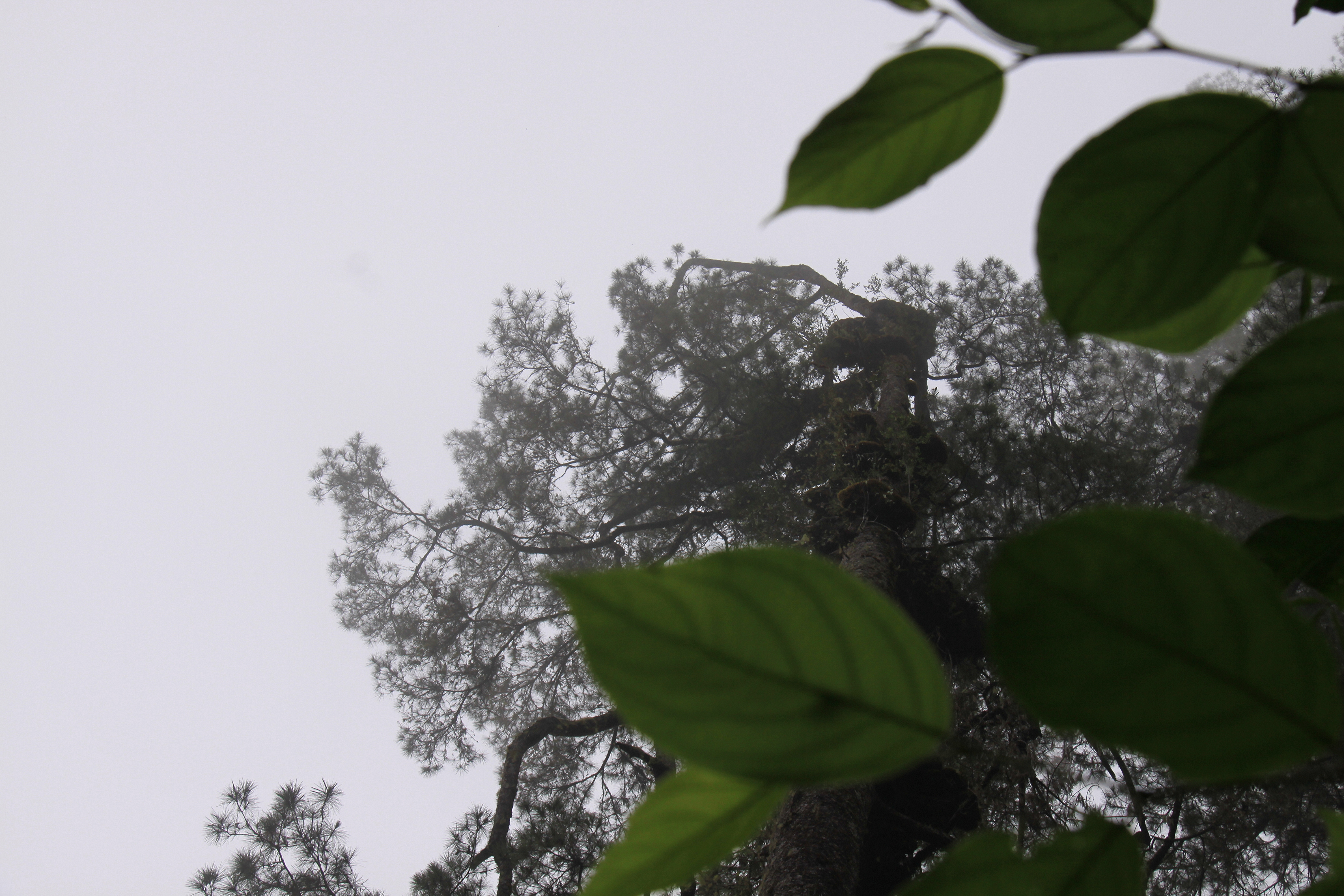